# HD79296
HD79296 — хімічно пекулярна зоря спектрального класу A3, що має видиму зоряну величину в смузі V приблизно  9,3.
Вона  розташована на відстані близько 1918,6 світлових років від Сонця.